# Balaji Baji Rao

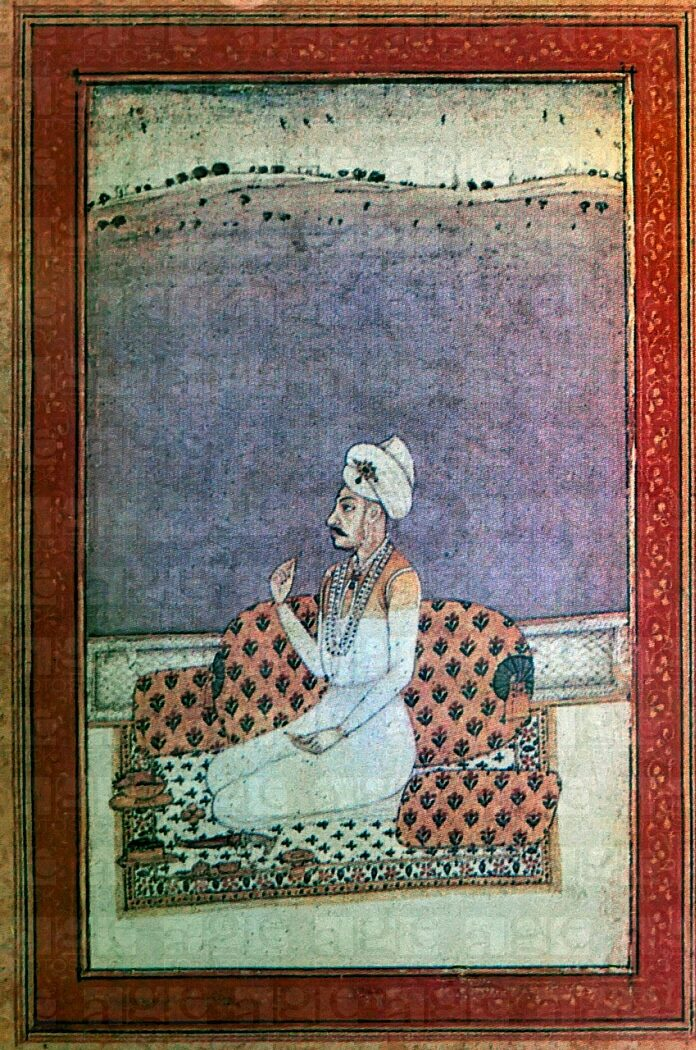
Balaji Baji Rao

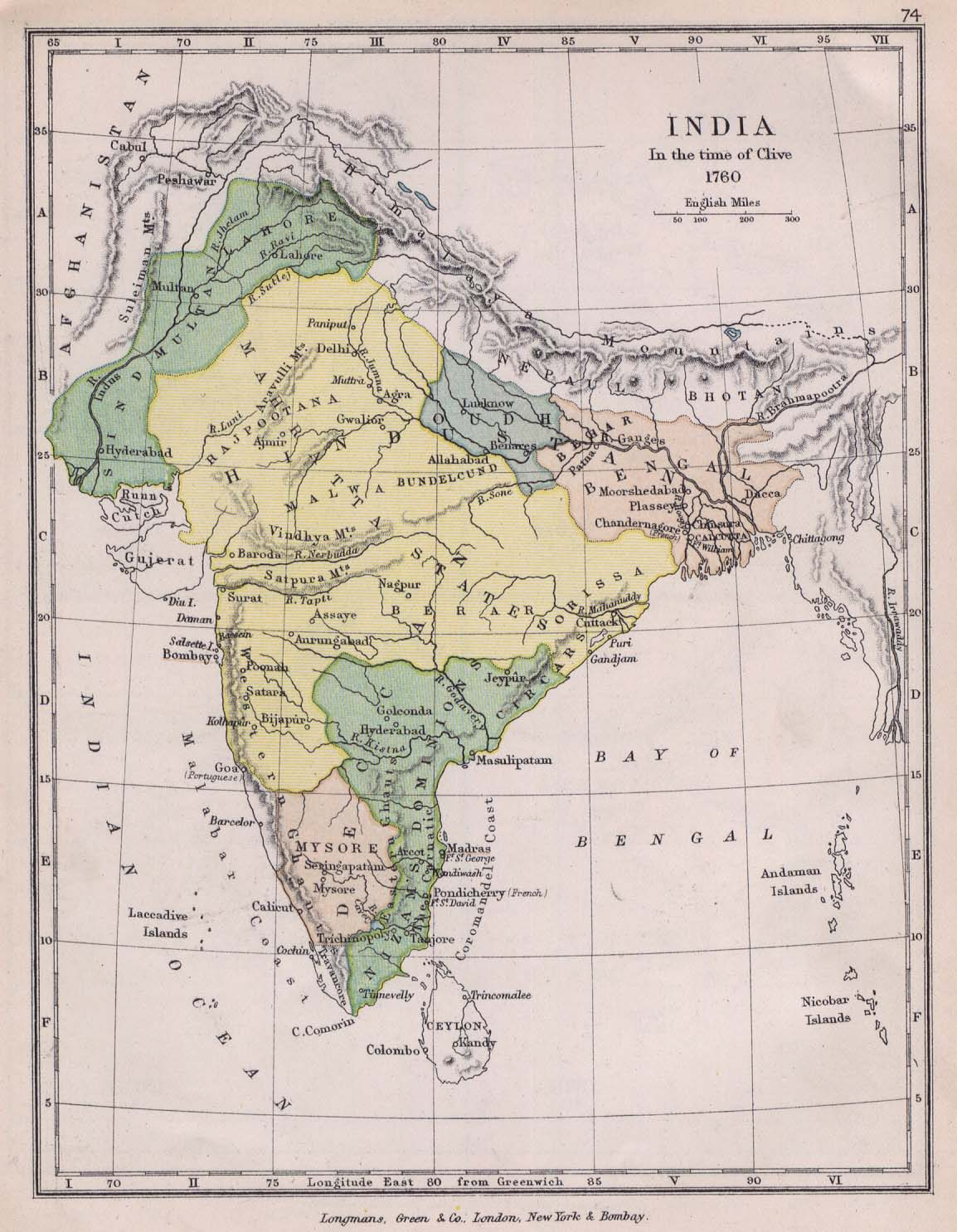
Größte Machtausdehnung des Marathenreiches (gelb) gegen Ende der Regierungszeit Balaji Baji Raos

Der Hindu Balaji Baji Rao (auch Nana Saheb I.; * 8. Dezember 1720 in Sinnar; † 23. Juni 1761) stammte aus der Bhat-Familie und war von 1740 bis zu seinem Tod der Premierminister (peshwa) eines Teils des mittelindischen Marathenreiches. Er diente unter den Marathenführern (chhatrapatis) Shahu I. und dessen schwachem Nachfolger Rajaram II. Im 20. Jahrhundert wurde sein ereignisreiches Leben mehrmals verfilmt.

## Leben
Balaji Baji Rao war der Sohn des Premierministers Bajirao I. (reg. 1720–1740), der ca. 20 Jahre lang – zuletzt von Satara aus – seinem „König“ Shahu I. gedient hatte. Im Alter von nur 10 Jahren wurde Balaji Baji Rao von seiner Großmutter Radhabai mit einem vier Jahre jüngeren Mädchen verheiratet. Im Alter von 19 Jahren wurde er zum Peshwa ernannt; in seinen Anfangsjahren bis etwa 1750 stand er jedoch in ständiger Machtkonkurrenz zum General Raghoji Bhonsle, der – anders als er selbst – zur königlichen Bhonsle-Familie gehörte. Hinzu kam ab dem Jahr 1749 der Konflikt mit Shahus Großmutter Tara Bai und der über Gujarat herrschenden Dabhade-Familie, die aufgrund eines Vertrages ihre Staatseinkünfte (chauth) mit dem Königshaus teilen sollte, was sie aber nicht tat. Nach dem Tod Shahus stellte Balaji Baji Rao fest, dass die Staatskasse leer war und forderte Umabai, die Matriarchin der Dabhade-Familie, zur Begleichung der Schulden auf. In den Jahren 1750 bis 1752 entbrannte deshalb ein Krieg. Erst nach dem Tod Umabais im Jahr 1753 und dem Hinscheiden von Raghoji Bhonsle im Jahr 1755 konnte er den Einfluss Tara Bais († 1761) zurückdrängen und seine Fähigkeiten freier entfalten.
Bereits seit dem Jahr 1741 hatten die Marathen unter ihrem General Raghoji Bhonsle versucht, ihre Einflussspähre auf Bengalen auszudehnen, was nach mehreren kriegerischen Auseinandersetzungen im Jahr 1751 zu einem für die Marathen vorteilhaften Friedensschluss führte, in welchem die Zahlung eines jährlichen Tributs von 1,2 Millionen Rupies vereinbart wurde. Auch in den jahrelangen Nachfolgestreitigkeiten unter den Söhnen von Jai Singh II. († 1743) in Rajasthan hatte Balaji Baji Rao Partei ergriffen, was letztlich einen stärkeren Einfluss des Marathenreiches in Rajputana zur Folge hatte. In den Jahren 1748 bis 1752 erfolgte ein Konflikt mit dem schwach gewordenen Mogulreich. Etwa zur gleichen Zeit führte er Krieg gegen den Nizam von Hyderabad. Von 1758 bis 1761 kämpften die Marathen gegen die Invasion des Durrani-Reiches in Nordindien, die im Jahr 1757 in der Einnahme von Delhi gegipfelt hatte. Fünf Monate nach der Niederlage der Marathen in der Dritten Schlacht von Panipat (24. Januar 1761) gegen die Truppen Ahmad Schah Durranis starb Balaji Baji Rao.

## Beurteilung
Vielen Hindus stellen Balaji Baji Rao – obwohl nicht Herrscher – in eine Reihe mit den ca. ein Jahrhundert zuvor aktiven Marathenführern (chhatrapatis) Shivaji und Sambhaji. Große Teile Mittel- und Nordindiens standen von nun an bis zur Machtübernahme durch die Briten unter hinduistischer Herrschaft. Gleichzeitig stehen er und sein Vater stellvertretend für die Zeit des zunehmenden Machtverlusts der eigentlichen Marathen-„Könige“ zugunsten ihrer Ersten Minister (peshwas).

## Nachfolge
Nachfolger im Amt des Peshwas wurde sein Sohn Madhav Rao I. († 1772).